# Lew Ayres
Pour les articles homonymes, voir Ayres.
Lew Ayres est un acteur, réalisateur et producteur de cinéma américain, né le 28 décembre 1908 à Minneapolis (Minnesota) et mort le 30 décembre 1996 à Los Angeles (Californie).

## Biographie
Il a été le mari de Ginger Rogers entre 1934 et 1941.

## Filmographie

### Cinéma
- 1929 : L'Étudiant (The Sophomore) de Leo McCarey : Bit Part
- 1929 : Big News de Gregory La Cava : Copyboy
- 1929 : Le Baiser (The Kiss) de Jacques Feyder : Pierre Lassalle

- 1930 : À l'Ouest, rien de nouveau (All Quiet on the Western Front) de Lewis Milestone : Paul Bäumer
- 1930 : Terre commune (Common Clay) de Victor Fleming : Hugh Fullerton
- 1930 : Au seuil de l'enfer (The Doorway to Hell) d'Archie Mayo : Louie Ricarno alias Louie Lamarr
- 1930 : East Is West de Monta Bell : Billy Benson
- 1931 : Many a Slip (en) de Vin Moore : Jerry Brooks
- 1931 : L'Homme de fer (Iron Man) de Tod Browning : Kid Mason
- 1931 : Up for Murder de Monta Bell : Robert Marshall
- 1931 : The Spirit of Notre Dame (en) de Russell Mack : Bucky O'Brien
- 1931 : Heaven on Earth (en) de Russell Mack : States
- 1932 : Impatient Maiden de James Whale : Dr Myron Brown
- 1932 : Cabaret de nuit de Hobart Henley : Michael Rand
- 1932 : Okay, America!, de Tay Garnett : Larry Wayne
- 1933 : La Foire aux illusions (State Fair) de Walter Lang : Pat Gilbert
- 1933 : Don't Bet on Love (en) de Murray Roth (en) : Bill McCaffery
- 1933 : My Weakness de David Butler : Ronnie Gregory
- 1934 : Un voyage mouvementé (Cross Country Cruise) d'Edward Buzzell : Norman
- 1934 : Let's Be Ritzy (en) d'Edward Ludwig : Jimmy Sterling
- 1934 : She Learned About Sailors (en) de George Marshall : Larry Wilson
- 1934 : Entrée de service (Servants' Entrance) de Frank Lloyd : Erik Landstrom
- 1935 : Un amoureux aux enchères (The Lottery Lover) de Wilhelm Thiele : Frank Harrington
- 1935 : Spring Tonic de Clyde Bruckman : Caleb Enix
- 1935 : Silk Hat Kid (en) de H. Bruce Humberstone : Eddie Howard
- 1936 : The Leathernecks Have Landed (en) d'Howard Bretherton : Woodruff « Woody » Davis
- 1936 : Panic on the Air (en) de D. Ross Lederman : Jerry
- 1936 : Shakedown (en) de David Selman (en): Bob Sanderson
- 1936 : Lady Be Careful (en) de Theodore Reed : Dynamite
- 1936 : Calibre neuf millimètres (Murder with Pictures) de Charles Barton : Kent Murdock
- 1936 : Hearts in Bondage (en) - comme réalisateur
- 1937 : The Crime Nobody Saw (en) de Charles Barton : Nick Milburn
- 1937 : Le Dernier Train de Madrid (The Last Train from Madrid) de James Patrick Hogan : Bill Dexter
- 1937 : Hold 'Em Navy (en) de Kurt Neumann: Tommy Graham
- 1938 : Scandal Street (en) de James P. Hogan : Joe McKnight
- 1938 : King of the Newsboys (en) de Bernard Vorhaus : Jerry Flynn
- 1938 : Vacances (Holiday) de George Cukor : Edward « Ned » Seton
- 1938 : Rich Man, Poor Girl de Reinhold Schünzel : Henry Thayer
- 1938 : Le Jeune docteur Kildare (Young Dr. Kildare) de Harold S. Bucquet : Dr James Kildare
- 1938 : Cinq jeunes filles endiablées (Spring Madness), de S. Sylvan Simon : Sam Thatcher
- 1939 : La Féerie de la glace (The Ice Follies of 1939) de Reinhold Schünzel : Eddie Burgess
- 1939 : Emporte mon cœur (Broadway Serenade) de Robert Z. Leonard : James Geoffrey « Jimmy » Seymour
- 1939 : On demande le docteur Kildare (Calling Dr Kildare) d'Harold S. Bucquet : Dr James Kildare
- 1939 : These Glamour Girls de S. Sylvan Simon : Philip S. Griswold III
- 1939 : Le Secret du docteur Kildare (The Secret of Dr Kildare) d'Harold S. Bucquet : Dr James Kildare
- 1939 : Remember? de Norman Z. McLeod : Schuyler « Sky » Ames

- 1940 : L'Étrange Cas du docteur Kildare (Dr. Kildare's Strange Case) de Harold S. Bucquet :Dr James Kildare
- 1940 : The Golden Fleecing (en) de Leslie Fenton : Henry Twinkle
- 1940 : Dr. Kildare Goes Home (en) de Harold S. Bucquet : Dr James Kildare
- 1940 : Dr. Kildare's Crisis (en) de Harold S. Bucquet : Dr James Kildare
- 1941 : Maisie Was a Lady d'Edwin L. Marin : Robert Rawlston
- 1941 : The People vs. Dr. Kildare (en) de Harold S. Bucquet : Dr James Kildare
- 1941 : Dr. Kildare's Wedding Day (en) de Harold S. Bucquet : Dr James Kildare
- 1942 : Dr. Kildare's Victory (en) de W. S. Van Dyke : Dr James Kildare
- 1942 : Fingers at the Window (en) de Charles Lederer : Oliver Duffy
- 1946 : La Double Énigme (The Dark Mirror) de Robert Siodmak : Dr Scott Elliott
- 1947 : L'Infidèle (The Unfaithful) de Vincent Sherman : Larry Hannaford
- 1948 : Johnny Belinda de Jean Negulesco : Dr Robert Richardson

- 1950 : La Capture (The Capture) de John Sturges : Lin Vanner alias Linley Brown
- 1951 : New Mexico (en) d'Irving Reis : le capitaine Hunt
- 1953 : No Escape de Charles Bennett : John Tracy
- 1953 : Donovan's Brain de Felix E. Feist : Dr Patrick J. Cory
- 1955 : Altars of the East - comme réalisateur

- 1962 : Tempête à Washington (Advise and Consent) de Otto Preminger : le vice-président Harley Hudson
- 1964 : Les Ambitieux (The Carpetbaggers) de Edward Dmytryk : « Mac » McAllister

- 1971 : The Last Generation de William A. Graham
- 1972 : Les Aventures de Pot-au-Feu (The Biscuit Eater) de Vincent McEveety : Mr. Ames
- 1972 : The Man (en) de Joseph Sargent : Noah Calvin
- 1973 : La Bataille de la planète des singes (Battle for the Planet of the Apes) de J. Lee Thompson : Mandemus
- 1976 : Altars of the World (en) - comme réalisateur
- 1977 : Destruction planète Terre (End of the World) de John Hayes : Joseph Beckerman
- 1978 : Damien : La Malédiction 2 (Damien: Omen II) de Don Taylor : Bill Atherton

- 1984 : Don Camillo : Doc

### Télévision

#### Téléfilms
- 1971 : Earth II (en) : le président Charles Carter Durant
- 1972 : L'Attente (She Waits) : Dr Sam Carpenter
- 1973 : The Stranger (en) : Dylan MacAuley
- 1974 : The Questor Tapes (en) : Vaslovik
- 1974 : 120 degrés Fahrenheit (en) (Heat Wave!) : Dr Grayson
- 1976 : Francis Gary Powers: The True Story of the U-2 Spy Incident : Allen Dulles
- 1978 : Suddenly, Love : Mr. Graham
- 1979 : Les Vampires de Salem (Salem's Lot) : Jason Burke
- 1979 : Letters from Frank : Dan Miller

- 1980 : Les Retrouvailles (Reunion) : Bob Hollander
- 1981 : Of Mice and Men : Candy
- 1983 : Savage in the Orient
- 1986 : État de crise (Under Siege) : John Pace
- 1989 : Cast the First Stone : Martin

- 1994 : Hart to Hart: Crimes of the Hart : le professeur Cabel

#### Séries télévisées
- 1968 : Hawaï police d'État, ép. pilote « Le Cocon » : le gouverneur d'Hawaï
- 1969 : Marcus Welby, M.D. : Dr Andrew Swanson
- 1970 : Le Virginien saison 9 épisode 09 (The price of the hanging) : Le juge John Markham
- 1973 : Les Rues de San Francisco, ép. « The House on Hyde Street » (1.22) : Edgerton
- 1974 : Columbo, ép. « Mind Over Mayhem » : Dr Howard Nicholson
- 1978 : L'Ancien Testament (Greatest Heroes of the Bible) : Noé
- 1978 : Galactica (Battlestar Galactica) : le président Adar

- 1982 : La Petite Maison dans la prairie (The House on the Prairie), ép. « Bienvenue à Olesonville » (9.3) : Lem McCary
- 1985 : Lime Street (en) : Henry Wade Culver
- 1986 : Les Routes du paradis, ép. 47 « Cap au large » : Frank Worton
- 1989 : Les Routes du Paradis, ép. 105 : Mr Zelinkar